# Edifici de la Caixa de Pensions (Sant Feliu de Guíxols)
L'Edifici de La Caixa construït a Sant Feliu de Guíxols (Baix Empordà), entre el carrer Major i la rambla Vidal, és una obra noucentista de l'arquitecte Rafael Masó i Valentí protegida com a bé cultural d'interès local.

## Descripció
És un edifici construït a dues vessants. Està format per dues plantes clarament diferenciades, la de baix com a cos principal destaca per la disposició de grans finestrals acabats en arcades recolzades sobre gruixudes columnes de petita altura. Aquestes obertures formen una portalada en els angles de l'edifici donant accés a l'interior. Cada una de les finestres està protegida per una forta reixa de ferro forjat netament treballada. El pis de dalt està recorregut per un seguit de finestres rectangulars emmarcades per columnes de fust estriat i l'edifici queda acabat per una teulada que sobresurt del nivell de les parets. La façana destaca també per l'aplicació del sistema renaixentista de l'encoixinat fet en pedra i que decora la planta baixa.

## Història
L'arquitecte Rafael Masó fou constructor de xalets, cases i torres, però també va saber adequar el seu estil personal en l'edificació de fàbriques, magatzems i entitats públiques, com aquest cas, que treballà per la Caixa de Pensions per a la Vellesa i d'Estalvis com ho havia fet anteriorment en la Caixa de la Bisbal i la Caixa de Girona.
El primer pis de l'edifici va ser ocupat des del maig de 1956 a desembre de 2002 per la Biblioteca Pública, primer havent format part de la Xarxa de Biblioteques de la Fundació "la Caixa" (fins a 1997) i posteriorment com a servei municipal.
Actualment s'hi troba l'Oficina de Turisme de Sant Feliu. Aquest espai es comparteix amb l’Àrea de Promoció Econòmica, per estar més a prop del comerç de la ciutat.